# Halenkovice
Halenkovice (in tedesco Allenkowitz) è un comune della Repubblica Ceca facente parte del distretto di Zlín, nella regione di Zlín.